# Icimauna macilenta
Icimauna macilenta är en skalbaggsart som först beskrevs av Bates 1881.  Icimauna macilenta ingår i släktet Icimauna och familjen långhorningar. Inga underarter finns listade i Catalogue of Life.